# Троянский, Глеб Александрович
Глеб Алекса́ндрович Троя́нский (8 сентября 1903, Санкт-Петербург — 7 декабря 1961) — советский киноператор игрового, документального и научно-популярного кино. Лауреат двух Сталинских премий второй степени (1941, 1946).

## Биография
Родился в Санкт-Петербурге. С 1920 по 1924 год работал в качестве счетовода и десятника. После окончания в 1928 году операторского отделения Государственного техникума кинематографии работал в игровом и хроникальном кино на разных студиях, в том числе на московской студии культурфильма «Совкино», «Москинокомбинате», «Киевтехфильме». В 1932—1933 годах был участником группы кинопоезда треста «Союзкинохроники». 
С 1936 года работал в научно-популярном кино на «Воентехфильме» (с 1945 года — «Моснаучфильм»). В 1947—1961 годах снимал первые фильмы о ракетной технике и освоении космоса.
Член ВКП(б) с 1947 года.
Скончался 7 декабря 1961 года. Похоронен на Донском кладбище в Москве.

## Фильмография
- 1928 — Два друга, модель и подруга (совместно с А. Гринбергом)
- 1930 — Сектанты (документальный)
- 1932 — Дыра (документальный)
- 1932 — Западня (документальный)
- 1932 — Про любовь (документальный)
- 1932 — Пуск Днепростроя (документальный; совместно с М. Лифшицем)
- 1932 — Тит, или Сказ о большой ложке (не сохранился)
- 1934 — Счастье
- 1935 — Ткварчелы (документальный)
- 1937 — Создадим защитные комнаты (научно-популярный)
- 1939 — Исследование инстинктов у хищников и млекопитающих (научно-популярный)
- 1940 — Сила жизни (научно-популярный)
- 1943 — В песках Средней Азии (научно-популярный; совместно с В. Асмусом)
- 1946 — Белый Клык (совместно с В. Асмусом и Б. Волчеком)
- 1957 — Спутник детства (научно-популярный; совместно с И. Касаткиным)

## Награды и премии
- орден «Знак Почёта» (6 марта 1950) — за выдающиеся заслуги в развитии советской кинематографии, в связи с 30-летием[4];
- Сталинская премия второй степени (1941) — за фильм «Сила жизни» (1940)[1];
- Сталинская премия второй степени (1946) — за фильм «В песках Средней Азии» (1943)[1].

## Память
Воспоминаниями о совместной работе на страницах своих мемуаров делятся кинооператор Николай Вихирев, бывший вторым оператором на фильме «Сектанты» (1930) и возглавлявший группу кинопоезда режиссёр Александр Медведкин.